# Tayler Persons
Tayler Anthony Persons (Kokomo, 31 agosto 1995) è un cestista statunitense.

## Palmarès
- Alpe Adria Cup: 1

Dąbrowa Górnicza: 2023-2024